# 西宽二郎
西宽二郎（1846年3月10日—1912年2月28日）是一名旧日本帝国陆军军官。服役期间，西宽二郎历任陆军教育总监、辽东守备军司令官、军事参议官等职务。西宽二郎的最终军阶是陆军大将，最终阶级和勋位为正二位勋一等功一级子爵。

## 经历
西宽二郎是萨摩藩藩士西太郎兵卫的长子，自幼侍奉岛津久光。加入行伍之后，西宽二郎参加了包括戊辰战争在内的数场战斗，并最终于1871年7月被正式编入大日本帝国陆军，被任命为陆军中尉，担任直属明治天皇的部队“御亲兵”的第二大队副队长。同年12月，西宽二郎晋升为上尉，并于随后的1873年12月被授予少校军衔。 1874年（明治7年），28岁的西宽二郎以参谋的身份参加了征讨佐贺之乱的官军，并随后随军到台湾参与弹压牡丹社事件。 1877年（明治10年），西宽二郎以第一旅团参谋的身份参加了西南战争，并在战斗中负伤。
伤愈归队后，西宽二郎历任近卫幕僚参谋、参谋本部“东管局”局员。在1878年（明治11年）爆发的竹橋事件中，时任近卫军少佐的西宽二郎在赤坂行宫指挥一个中队的近卫步兵于宫门与叛军举枪对峙，对暴乱的镇压起到了决定性的作用。1881年（明治14年）2月，西宽二郎被调任至步兵第十一联队担任联队长，并于次年晋升为陆军大佐。升任大佐后，西宽二郎又历任名古屋镇台参谋长、东京镇台参谋长、总参谋本部第一局局长等职。1889年（明治22年）8月，西宽二郎升任陆军少将，出任步兵第11旅团旅团长。次年6月，西宽二郎调任步兵第2旅团担任旅团长，率部参与了甲午战争。在甲午战争中，他在山地元治中将的指挥下攻克了下金州、旅顺港和田庄台等地。1895年（明治28年）8月，为表彰其在甲午战争中立下的功勋，西宽二郎被授予男爵爵位，正式跻身华族之列。
1896年（明治29年）5月，西宽二郎被委任为威海卫占领军司令，并于同年10月晋升中将军衔。随后，西宽二郎接替乃木希典担任第二师团师团长。 1904年（明治37年）2月，日俄战争爆发，西宽二郎率部参战并再次立下赫赫战功，遂于同年6月因功晋升上将军衔。在同年9月短暂担任辽东守备军司令官后，西宽二郎于1905年（明治38年）5月9日受命担任名列日本陆军三长官之一的陆军教育总监之职。次年（明治39年）4月，西宽二郎获授功一级金鵄勋章，并于1907年（明治40年）受命陪同伏见宫贞爱亲王出访欧洲。返回日本后，西宽二郎于同年9月晋封为子爵，随后于1908年（明治41年）担任军事参议官一职直到1911年3月（明治44年）转任预备役，退居二线。 1912年（明治45年）2月28日，西宽二郎逝世，享年65岁。去世后，获当局追授勋一等旭日桐花大绶章。
西宽二郎的坟墓位于东京都港区南青山的青山灵园。

## 军历年表
- 1871年（明治4年）
  - 7月25日 - 中尉
  - 12月4日 - 晋升大尉
- 1873年（明治4年）12月14日 - 晋升少佐
- 1879年（明治4年）3月20日 - 晋升中佐
- 1882年（明治4年）2月6日 - 晋升大佐
- 1889年（明治4年）8月24日 - 晋升少将
- 1896年（明治4年）10月14日 - 晋升中将
- 1904年（明治4年）6月 - 晋升大将
- 1905年（明治4年）5月9日 - 出任教育总监
- 1911年（明治4年）3月10日 - 编入预备役[2]

## 荣誉
位阶
- 1874年（明治7年）2月18日 - 从六位[3]
- 1889年（明治22年）9月27日 - 从四位[4]
- 1894年（明治27年）10月26日 - 正四位[5]
- 1899年（明治32年）11月30日 - 从三位[6]
- 1904年（明治37年） 6月16日 - 正三位[7]
- 1909年（明治42年）7月10日 - 从二位[8]
- 1912年（明治45年）2月28日 - 正二位[9]

勋章与爵位
- 1885年（明治18年）4月7日 -  勋三等旭日中绶章[10]
- 1889年（明治22年）11月25日 -  大日本帝国宪法颁布纪念章[11]
- 1895年（明治28年）
  - 5月23日 -  勋二等瑞宝章[12]
  - 8月20日 - 男爵， 功三级金鵄勲章， 勳二等旭日重光章[13]
  - 11月18日 -  明治二十七八年从军记章[14]
- 1903年（明治36年）5月16日 -  勋一等瑞宝章[15]
- 1906年（明治39年） 4月1日 -  功一级金鵄勲章、 勳一等旭日大綬章、 明治三十七八年从军记章[16]
- 1907年（明治40年） 9月21日 - 子爵[17]
- 1912年（明治45年） 2月28日 -  旭日桐花大绶章[9]

## 亲族
- 嗣子西鯱男参军后官至陆军步兵中尉，但于 1915年退役并隐居。 [18]
- 六子西勝男毕业于陆军士官学校第28期，官至陆军大佐。西胜雄在哥哥西鯱男隐居后继承了西家家督的地位。 [18]
- 西宽二郎的长女嫁给了陆军少将佐治喜一。 [18]佐治是会津藩藩士的亲族，也是稚松会的成员。 [19]
- 西宽二郎的三女儿嫁给甲州财阀若尾家族的实业家若尾金之助。 [18]